# Ferguson Research

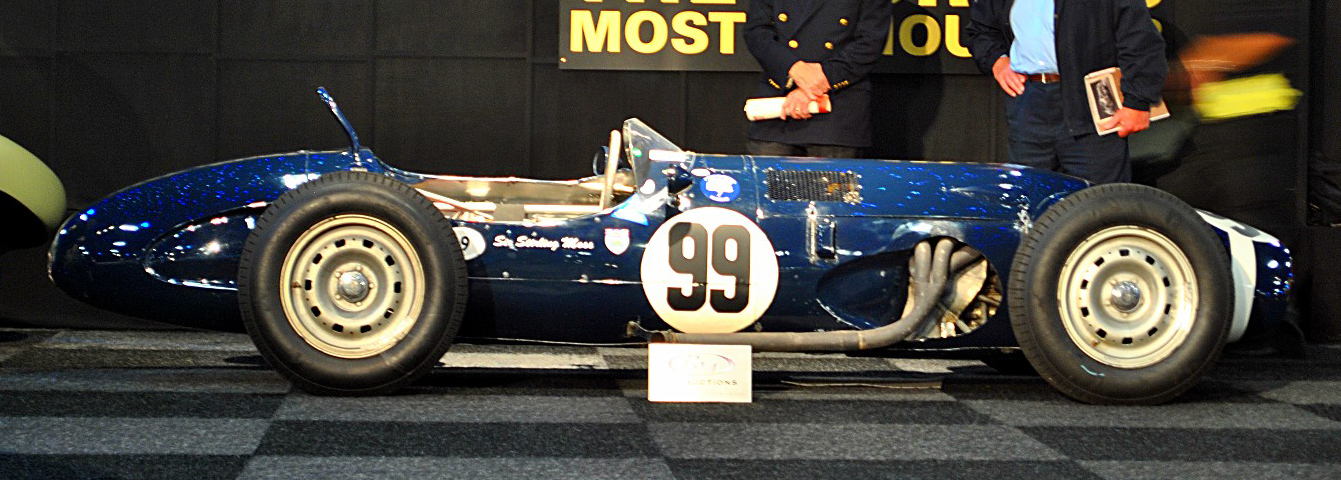
Ferguson P99; Formel-1-Rennwagen

Die Ferguson Research Ltd. war ein Unternehmen aus England, das von Sir Harry Ferguson sowie dem Rennfahrer und Techniker Tony Rolt gegründet wurde und hauptsächlich für seinen innovativen Allradantrieb sowie als Hersteller eines allradgetriebenen Formel-1-Rennwagens bekannt ist.
Harry Ferguson war ursprünglich an dem Unternehmen Massey Ferguson beteiligt, einem auch damals schon weltweit agierenden Hersteller von Traktoren. 1950 entschloss er sich jedoch, dieses Unternehmen zu verlassen, seine Anteile zu verkaufen und mit dem Erlös die Ferguson Research Ltd. zu gründen. Dort widmete er sich in erster Linie der Entwicklung von Rennwagen-Komponenten, bis er 1960 überraschend starb. Nach der Schließung von Ferguson Research gründete Tony Rolt 1971 mit dem Einverständnis von Fergusons Familie das Nachfolgeunternehmen FF Developments, das er selbst 1994 verkaufte.

## Formel 1
1960 wurde der Ferguson Project 99 bzw. P99 gebaut, ein vierradgetriebenes Formel-1-Fahrzeug, in dem ein Vierzylindermotor von Coventry Climax mit 1,5 l Hubraum seinen Dienst verrichtete. Nach Fergusons Tod im Oktober 1960 wurde das Fahrzeug nur wenige Monate später unter Jack Fairman und Stirling Moss beim Britischen Grand Prix 1961 in Aintree eingesetzt. Gewonnen wurde damit jedoch lediglich ein einziges Rennen: der nicht zur Formel-1-Weltmeisterschaft zählende Oulton Park International Gold Cup von Stirling Moss 1961. Dies ist bis heute auch der einzige Sieg eines vierradgetriebenen Formel-1-Fahrzeuges geblieben. Das Auto war zu fehleranfällig und nur kurze Zeit später wurde das „veraltete“ Konzept des Frontmotors von Fahrzeugen mit einem Mittelmotor verdrängt. Dennoch bezeichnete Stirling Moss 1997 den P99 in der September-Ausgabe von MotorSport als sein Lieblings-Formel-1-Auto.
Später versorgte das Unternehmen Ferguson Research auch andere Rennställe mit ihrem Allradantrieb: B.R.M., Matra, Lotus und McLaren. Im Jahr 1969 nahmen bis zu vier Fahrzeuge an Formel-1-Rennen teil, die das Ferguson-System verwendeten. Der Erfolg des Allradkonzepts blieb aber trotzdem aus und wurde durch die gleichfalls ab 1969 entwickelten aerodynamischen Flügel abgelöst. Den letzten Versuch, Allradtechnik in der Formel 1 einzusetzen, machte Lotus 1971 mit dem turbinengetriebenen 56B, der ebenfalls Ferguson-Technik verwendete.
Allradantrieb ist seit dem Jahr 1983 in der Formel 1 verboten.

## Rallycross
Abgesehen von den oben genannten Formel-1-Teams beschäftigte sich auch das Unternehmen Ford mit der Allrad-Technik von Ferguson. Zwischen dem Frühjahr 1969 und Herbst 1971 setzte das Werk zwei Ford Capri 3000GT 4WD unter den beiden Brüdern Roger Clark und Stan Clark im damals noch jungen Automobilsport Rallycross ein und unterstützte darüber hinaus auch das weitgehend identische Semi-Werksauto von Rod Chapman. Nach vielen Kinderkrankheiten wurden die Allrad-Capris immer erfolgreicher, durften häufig erst fünf oder zehn Sekunden (4WD penalty) hinter den zweiradgetriebenen Konkurrenten losfahren und gewannen trotzdem spätestens ab Ende 1970 fast alle ihre Rennen. Während Ford selbst die am Ende über 250 PS starken „Biester“ (mit Zodiac-V6-Motor, 3-l-Hubraum, CanAm-Benzin-Einspritzung, ZF-Getriebe usw.) vor Beginn der Britischen Rallycross-Winter-Serie 1971/72 einmottete, war Chapman mit seinem 4×4-Capri noch rund ein Jahr länger aktiv. Da ab 1973 im Rallycross nach FIA-Reglement gefahren wurde, verschwand Ende 1972 die erste Generation der Allrad-Fahrzeuge für immer aus dieser gerade aufkeimenden Motorsport-Disziplin.

## Straßenfahrzeuge

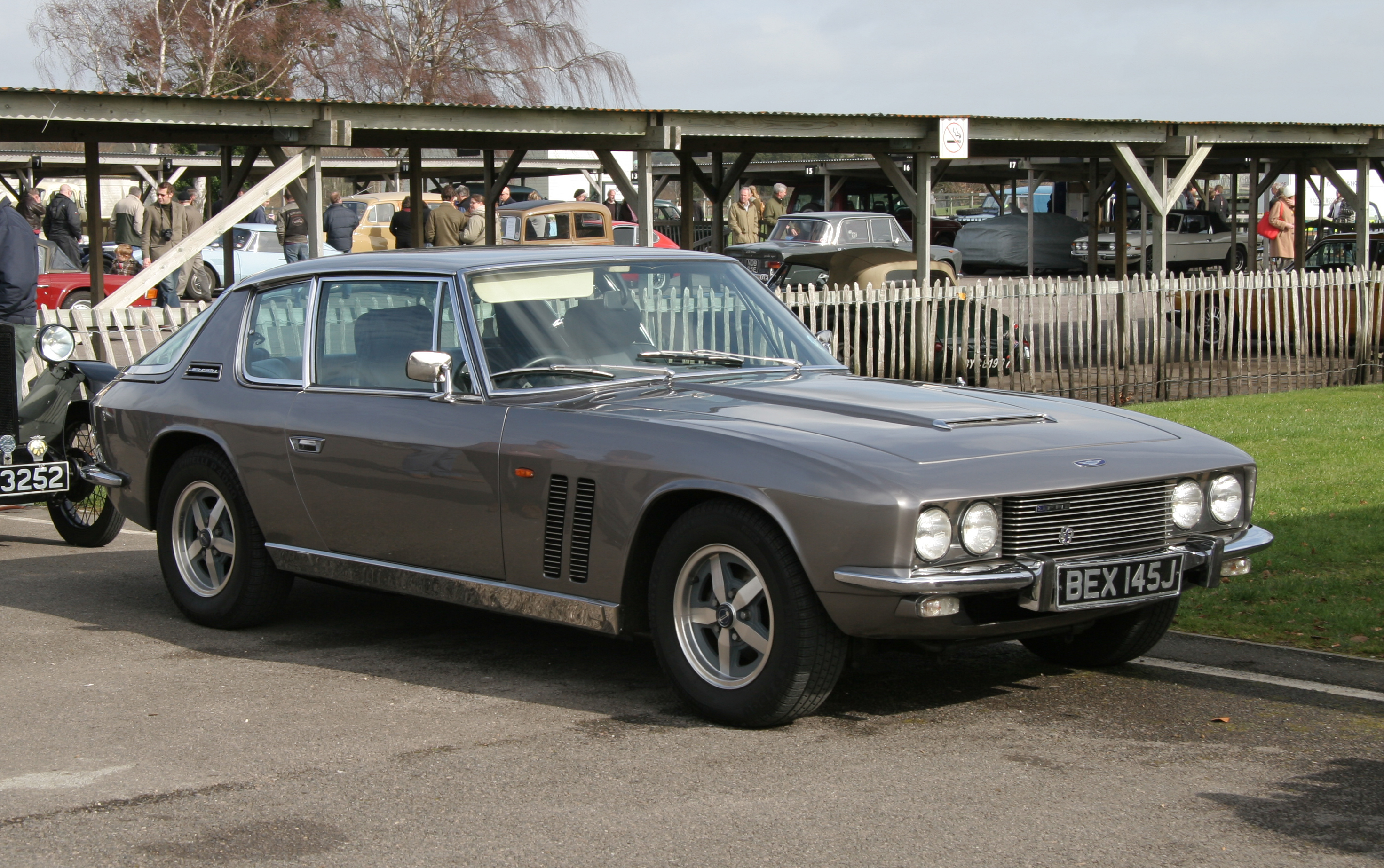
Mit Allradantrieb von Ferguson: Jensen FF

Das bekannteste Straßenfahrzeug, das einen von Ferguson Research entwickelten Allradantrieb verwendete, war der von 1966 bis 1971 gebaute Jensen FF. Er war das erste Pkw-Serienfahrzeug (320 produzierte Einheiten) der Welt mit Allradantrieb – und nicht, wie vielfach angenommen, der Audi quattro.
Ford baute 1968 im Auftrag des Home Office eine 22 Exemplare umfassende Sonderserie des Ford Zephyr mit Ferguson-Technik, die für die britische Polizei bestimmt waren. 20 davon wurden als ausgewiesene Exekutive-Fahrzeuge mit Polizei-Schriftzügen und Blaulicht in Dienst genommen und von ihren Benutzern als „außergewöhnlich“ bezeichnet und gelobt. Jedoch wurden danach keine weiteren Autos mehr geordert, weil sich die Umbaukosten für die Polizei als zu hoch erwiesen und sie sich obendrein bald darauf für den neuen Range Rover entschied.
Daneben stattete Ferguson auf Kundenwunsch eine Reihe weiterer Fahrzeuge mit Allradantrieb aus. Hierzu gehörten der Austin 1800 (ein Fahrzeug), Ford Capri (17 Exemplare), der Ford Mustang (drei Exemplare), der Opel Admiral (17 Fahrzeuge), der Reliant Scimitar (ein Exemplar) der Triumph Stag und der Triumph 2.5 PI (je zwei Fahrzeuge).